# Správa Pražského hradu
Správa Pražského hradu je příspěvková organizace, která byla Kanceláří prezidenta republiky zřízena dne 19. dubna 1993 s účinností od 1. května 1993 na dobu neurčitou na podkladě § 3 zákona č. 114/1993 Sb., o Kanceláři prezidenta republiky a § 31, § 32 zákona č. 576/1990 Sb., o pravidlech hospodaření s rozpočtovými prostředky České republiky a obcí v České republice ve znění pozdějších předpisů.
Její hlavní činností je správa a provoz areálu Pražského hradu a zámku Lány, dále také vytváření materiálních podmínek a zajištění technického servisu pro výkon ústavních funkcí prezidenta České republiky a pro činnost Kanceláře prezidenta republiky a dalších hradních institucí, bližší podrobnosti jsou přesně definovány v její zřizovací listině.
Zřizovatelem Správy pražského hradu je Kancelář prezidenta republiky.